# Zasada resortowości
Zasada resortowości – jedna z najważniejszych zasad współczesnej administracji wykształcona w XVII-wiecznej Francji, szczególnie za czasów Ludwika XIII i Ludwika XIV. Dotyczy ona podziału obowiązków administracyjnych, które mają być podzielone między niezależne od siebie struktury organizacyjne, zwane resortami.

## Historia
Początkowo na czele resortów stały organy kolegialne, wszakże od XIX wieku zaczęto wyznaczać samodzielnie działających ministrów. Najwcześniej wyodrębnionymi, a jednocześnie uznawanymi za najważniejsze resortami były: sprawy zagraniczne, skarbowość, wojskowość, sprawy wewnętrzne i wymiar sprawiedliwości. Później dołączono do tego sprawy wyznaniowe i oświatę.
Resort spraw wewnętrznych poddawany był postępującej specjalizacji, co powodowało stopniowe wykształcanie się odrębnych organów zajmujących się poszczególnymi resortami, takimi jak na przykład: poczta, komunikacja, górnictwo czy opieka społeczna. Postępująca od XIX wieku rozbudowa struktur resortowych, przejawiająca się także w tworzeniu nowych organów, obok tych już istniejących doprowadziła do nadmiernych zawiłości w obrębie aparatu centralnego, a także licznych sporów między organami państwa. Przeciwdziałać miała temu tzw. zasada zespolenia – czyli zespolenie agend kilku ministrów w ręku jednego pionu organizacyjnego.
Pierwotnie zakładana idea równości resortów nie przetrwała długo. Na pierwszy plan szybko wybiła się skarbowość, z powodu znaczenia działań zwiększających dochód państwa, a także resort spraw wewnętrznych, w związku z rosnącą w państwach absolutnych rosnącą ingerencją monarchy we wszystkie dziedziny życia poddanych, nie wyłączając osobistej sfery życia jednostki.